# 王言昌
王言昌（1926年2月6日—2008年6月14日），男，山东文登人，中华人民共和国政治人物，曾任中华人民共和国外交部纪委书记、部党委委员。

## 生平
1940年参加革命工作。1944年，加入中国共产党。1947年，进入新华社东北总分社工作。1954年，抽调到中国人民大学外交系学习。1958年毕业后调入外交部工作，供职于外交部党委秘书组。1960年起，先后在驻孟买总领事馆、外交部党委、外交部政治部、驻丹麦大使馆任职，后任驻丹麦大使馆参赞。1971年，中国与秘鲁互设商务办事处，王言昌任办事处主任。同年，中秘建交，任驻秘鲁大使馆政务参赞。1977年，回国任《光明日报》社副总编辑。1979年8月，出任中华人民共和国驻圭亚那大使兼驻特立尼达和多巴哥大使。1983年，任外交部组织部副主任、机关党委副主任。1984年，任外交部部长助理兼机关党委书记。1987年，兼任监察部驻外交部监察局局长。1988年12月，任外交部纪委书记、部党委委员，职级为副部级。1993年1月，卸任外交部纪委书记、部党委委员。1998年9月离休。
曾任第五届全国人大代表、第十三届中纪委委员、第八届全国政协委员。
2008年6月14日，王言昌在北京病逝，终年82岁。